# Resulta
Resulta è un singolo del gruppo messicano Reik e del cantante italiano Riki, pubblicato il 3 maggio 2019.

## Tracce
1. Resulta – 2:56